# NGC 1109
NGC 1109 est une galaxie lenticulaire relativement éloignée et située dans la constellation du Bélier. NGC 1109 a été découverte par l'astronome allemand Albert Marth en 1863. Cette galaxie a aussi été observée par l'astronome français Stéphane Javelle le 7 janvier 1896 et elle a été ajoutée plus tard à l'Index Catalogue sous la cote IC 1846.

## Caractéristiques
Sa vitesse par rapport au fond diffus cosmologique est de 8 679 ± 37 km/s, ce qui correspond à une distance de Hubble de 128,0 ± 9,0 Mpc (∼417 millions d'al).

## Identification de NGC 1109

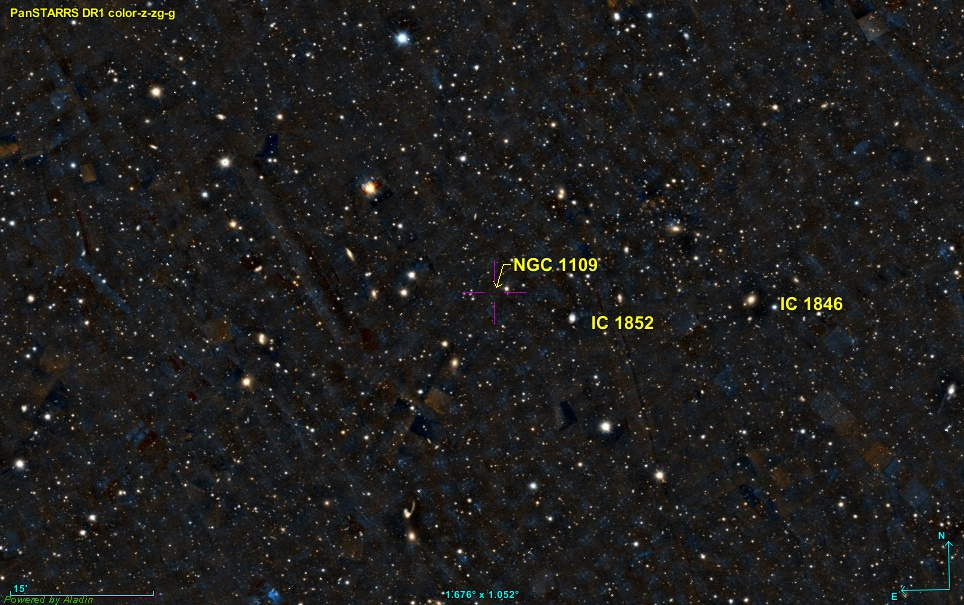
NGC 1109 pourrait être un objet inexistant ou perdu

Il est également possible que NGC 1109 soit la galaxie IC 1850 ou IC 1852, ces deux galaxies ayant été observées la même nuit par Stéphane Javelle. Les bases de données NASA/IPAC et Simbad, ainsi que le site de SEDS, identifient cependant NGC 1109 à IC 1850 (PGC 10573). Les données de l'encadré à droite sont donc celles de cette galaxie.
Enfin, le professeur Seligman suggère qu'il est probable que NGC 1109 soit un objet inexistant ou perdu observé la nuit du 2 décembre 1863 par Albert Marth. 

## Supernova
La supernova SN 2007so a été découverte dans NGC 1109 le 13 décembre 2007 par D. Madison et W. Li.  dans le cadre du programme LOSS (Lick Observatory Supernova Search) de l'observatoire Lick. Cette supernova était de type Ia.